# Генерал-адъютант

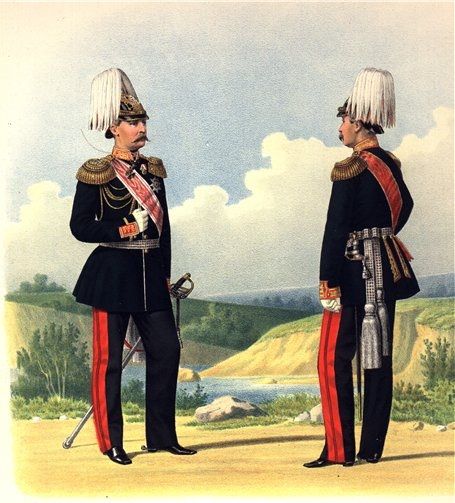
Губарев П. К. Генерал-адъютант, числящийся в гвардейских кирасирских полках, и генерал, состоящий по пехоте. 1874 г.

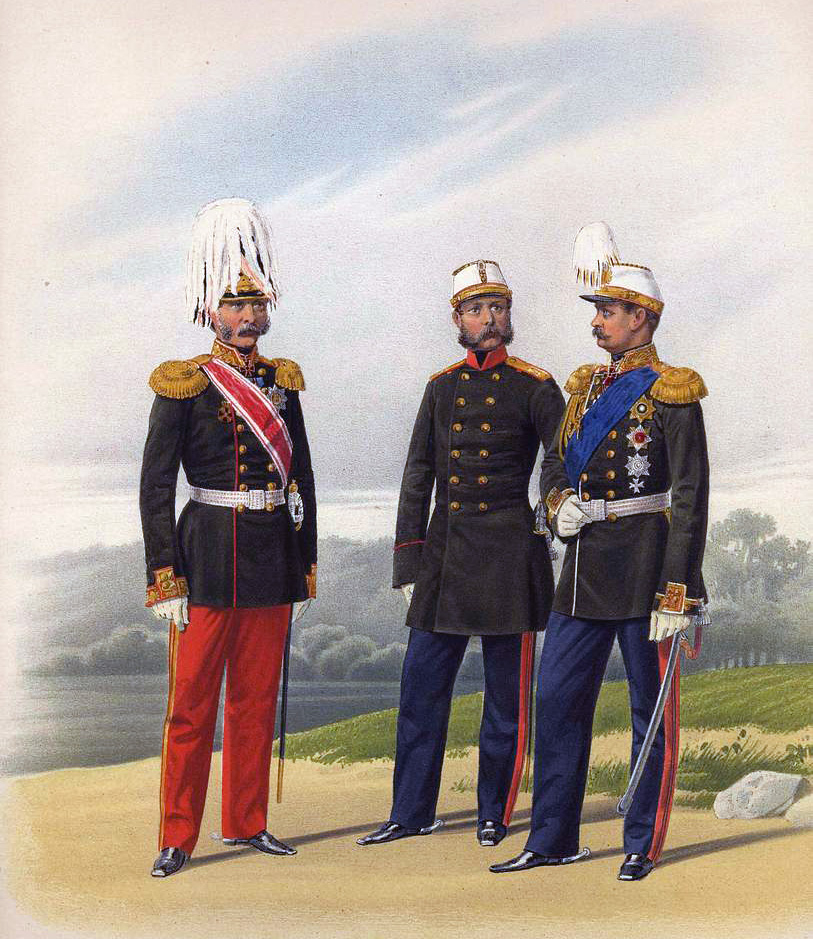
Пиратский К. К. Пехотные генералы и генерал-адъютант. 1862 г.

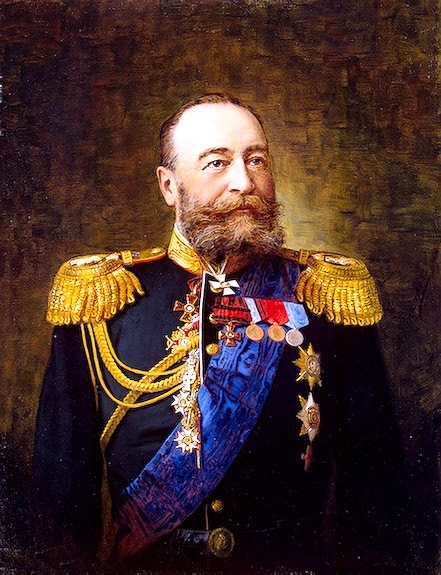
Адмирал Е. И. Алексеев в мундире генерал-адъютанта, на эполетах — вензели Николая II, видны золотые аксельбанты генерал-адъютантов.

Генера́л-адъюта́нт — чин, звание, почётное отличие в ряде стран.

## В Русском царстве и Российской империи
В Русском царстве и Российской империи первоначально — военный чин, затем — свитское звание. Чин был введен Петром I для лиц, состоявших старшими адъютантами при царе, генерал-фельдмаршале и «генералах полных».
В энциклопедии Брокгауза и Ефрона говорится, что звание генерал-адъютанта упоминается в 1713 и 1716 годах. В действительности имеются и более ранние упоминания. Первое официальное упоминание (не позже 25 марта (5 апреля) 1702 года) содержится в резолюции Петра I на докладе Б. П. Шереметева: «Толстому быть генерал-адъютантом или к иному делу годится». Согласно указу Петра I от 3 (14) августа 1711 года первыми его генерал-адъютантами стали П. И. Ягужинский и А. М. Девиер. Кроме того, ни в одном нормативно-правовом акте петровского времени нет указаний на то, что чин генерал-адъютанта является званием.
Генерал-адъютант при царе мог возглавлять походную канцелярию, при генерал-фельдмаршале — ведал делопроизводством при штабе.
В табели о рангах, учрежденной Петром I в 1722 году, генерал-адъютант состоял в 6-м классе (на одном уровне с сухопутным полковником и гвардейским майором), генерал-адъютант при генерал-фельдмаршале — в 7-м классе, генерал-адъютант при «генералах полных» — в 8-м классе.
Всего в царствование Петра I известно 9 генерал-адъютантов, в царствование Анны Иоанновны — 10, Елизаветы Петровны — 11, Екатерины II — 25. Цесаревич Константин Павлович был первым из лиц Императорского дома, носившим звание генерал-адъютанта.
Звание могло присваиваться лицам, имеющим военный чин не ниже 4-го класса по табели о рангах.

## В других странах
Исторически генерал-адъютант в ряде стран был главным помощником главнокомандующего, но затем эта должность стала означать старшего штабного офицера с чисто административными обязанностями. В Великобритании генерал-адъютант (англ. Adjutant general to the forces) возглавлял управление, отвечавшее за личный состав, в 2016 году эту должность переименовали в командующего внутренним командованием (англ. Commander Home Command). В Армии США генерал-адъютант является главным помощником начальника штаба и возглавляет Корпус генерал-адъютанта — административную службу, которая публикует приказы, отвечает за личный состав, награждения, почтовую службу. Подобный генерал-адъютант есть и в ВВС США. Также генерал-адъютанты с аналогичными функциями существуют и на уровне корпусов и дивизий, но они обычно имеют звания полковников или подполковников. Также генерал-адъютант есть в каждом штате США, где он отвечает за Национальную гвардию штата.

## Знаки различия
Генерал-адъютанты в Российской империи имели следующие отличительные знаки различия:
1. золотые генеральские эполеты (а позже и погоны) c вензелем царствующего императора;
2. золотые аксельбанты генерал-адъютанта;
3. белую папаху из смушки с красным донцем и крест-накрест расположенными на донце золотыми галунами (в царствования Александра III и Николая II).

Образцы знаков различий
- погоны и эполет при свитской форме по состоянию на 1894—1917 годы

| знаки различия | Генерал-адъютант … | Генерал-адъютант …   | Генерал-адъютант …   | Генерал-адъютант …    | Генерал-адъютант … | Генерал-адъютант … |
| -------------- | ------------------ | -------------------- | -------------------- | --------------------- | ------------------ | ------------------ |
| погон эполет   |                    |                      |                      |                       |                    |                    |
| Aдмирал        | Вице- адмирал      | Генерал- фельдмаршал | Генерал от кавалерии | Генерал от инфантерии | Генерал-лейтенант  |                    |